# Lanius cabanisi
Lanius cabanisi е вид птица от семейство Laniidae.

## Разпространение
Видът е разпространен в Кения, Сомалия и Танзания.